# Christian Werner (Bischof)

Bischofswappen von Christian Werner

Christian Werner (* 27. Dezember 1943 in Gogolin, heute Polen) ist ein römisch-katholischer Bischof und emeritierter Militärbischof von Österreich.

## Leben
Nach der Matura arbeitete er als Postbeamter, absolvierte die Theresianische Militärakademie und wurde als Berufsoffizier in das österreichische Bundesheer übernommen. Erst später folgte er dem Ruf, Priester zu werden. Seine Priesterweihe empfing er am 29. Juni 1977 in St. Pölten.
Von 1977 bis 1980 wirkte er als Militärpfarrer in St. Pölten.
Papst Johannes Paul II. ernannte ihn 1992 zum Titularbischof von Aeca in Apulien und bestellte ihn zum Koadjutor-Militärbischof von Österreich. Die Bischofsweihe spendete ihm der damalige Militärordinarius, Alfred Kostelecky, am 2. Februar 1992 in der St.-Georgs-Kathedrale in Wiener Neustadt. Mitkonsekratoren waren der emeritierte Militärbischof Franz Žak und der Bischof von Sankt Pölten, Kurt Krenn. Sein Wahlspruch lautete Christus Pax Nostra („Christus ist unser Friede“). 1992 wurde er von Alfred Kostelecky als Nachfolger von Karl Gindl zum Militärgeneralvikar bestellt, dem 1994 Rudolf Schütz nachfolgte.
Am 22. Februar 1994 folgte Werner dem verstorbenen Bischof Alfred Kostelecky als Militärordinarius nach und wurde am 11. Oktober 1997 durch den Papst auf das Titularbistum Wiener Neustadt transferiert. Die Bischofskirche der Militärdiözese ist die St.-Georgs-Kathedrale in der Wiener Neustädter Burg (Theresianische Militärakademie).
Werner gehört als Familiare dem Deutschen Orden an und ist seit 1965 Mitglied der katholischen Studentenverbindung Ö.K.a.V. Theresiana im ÖCV, seit 1993 der katholischen Studentenverbindung K.ö.St.V. Kreuzenstein Wien im MKV und seit 2017 der katholischen Studentenverbindung K.ö.St.V. Austria-Purkersdorf im MKV.
Im Oktober 2013 wurde bekannt, dass Werner aus gesundheitlichen Gründen bei Papst Franziskus seinen Rücktritt eingereicht hat. Am 16. April 2015 nahm Papst Franziskus seinen Rücktritt an und ernannte Werner Freistetter zu seinem Nachfolger.

## Ehrungen und Auszeichnungen
- Goldenes Komturkreuz mit dem Stern des Ehrenzeichens für Verdienste um das Bundesland Niederösterreich (1995)
- Großes Goldenes Ehrenzeichen mit dem Stern für Verdienste um die Republik Österreich[5] (2006)

## Veröffentlichungen
- Das Heilshandeln Gottes am Menschen bei Rudolf Bultmann. Diplomarbeit an der Universität Wien, Wien 1980